# Eparchie kalužská
Eparchie kalužská je eparchie ruské pravoslavné církve nacházející se v Rusku.

## Území a titul biskupa
Zahrnuje správní hranice území městského okruhu Kaluga a Obninsk, také Borovského, Žukovského, Malojaroslaveckého, Ferzikovského, Taruského, Dzeržinského, Medyňského, Peremyšlského, Babyninského a Meščovského rajónu Kalužské oblasti.
Eparchiálnímu biskupovi náleží titul biskup kalužský a borovský .

## Historie
Eparchie byla zřízena dne 16. října 1799. Velká část jejího území byla dříve součástí krutické eparchie.
Dne 2. října 2013 byly rozhodnutím Svatého synodu zřízeny z části území eparchie nové eparchie Kozelsk a Pesočňa. Všechny tři eparchie se staly součástí nově vzniklé kalužské metropole.

## Seznam biskupů
- 1799–1799 Serapion (Alexandrovskij)
- 1799–1809 Feofilakt (Rusanov)
- 1809–1813 Jevlampij (Vveděnskij)
- 1813–1816 Jevgenij (Bolchovitinov)
- 1816–1819 Antonij (Sokolov)
- 1819–1825 Filaret (Amfitěatrov)
- 1826–1828 Grigorij (Postnikov)
- 1828–1831 Gavriil (Gorodkov), svatořečený
- 1831–1834 Nikanor (Klementěvskij)
- 1834–1851 Nikolaj (Sokolov)
- 1851–1881 Grigorij (Mitkevič)
- 1881–1888 Vladimir (Nikolskij)
- 1888–1890 Anastasij (Dobradin)
- 1890–1892 Vitalij (Iosifov)
- 1892–1894 Anatolij (Stankevič)
- 1894–1895 Alexandr (Světlakov)
- 1895–1901 Makarij (Troickij)
- 1901–1910 Veniamin (Muratovskij)
- 1910–1912 Alexandr (Golovin)
- 1912–1913 Tichon (Nikanorov), svatořečený mučedník
- 1913–1916 Georgij (Jaroševskij)
- 1916–1927 Feofan (Tuljakov)
- 1927–1928 Stefan (Znamirovskij)
- 1928–1928 Pavel (Vveděnskij)
- 1929–1930 Silvestr (Bratanovskij)
- 1930–1933 Pavlin (Krošečkin), svatořečený mučedník
- 1933–1934 Dimitrij (Dobrosjerdov), svatořečený mučedník
- 1934–1937 Avgustin (Běljajev), svatořečený mučedník
  - 1937-1942 eparchie neobsazena
- 1942–1943 Pitirim (Sviridov)
- 1943–1944 Alexij (Sergejev), dočasný administrátor
- 1945–1960 Onisifor (Ponomarjov)
- 1960–1962 Leonid (Lobačjov)
- 1962–1963 Stefan (Nikitin), dočasný administrátor
- 1963–1963 Leonid (Lobačjov), podruhé
- 1963–1965 Jermogen (Golubev)
- 1965–1975 Donat (Ščjogolev)
- 1975–1977 Nikolaj (Kutěpov)
- 1977–1982 Nikon (Fomičjov)
- 1982–1990 Ilian (Vostrjakov)
- od 1990 Kliment (Kapalin)